# Campiglossa intermedia
Campiglossa intermedia este o specie de muște din genul Campiglossa, familia Tephritidae. A fost descrisă pentru prima dată de Zia în anul 1937. Conform Catalogue of Life specia Campiglossa intermedia nu are subspecii cunoscute.